# Wings (T-SQUAREのアルバム)
『Wings』（ウイングス）は、T-SQUAREの38枚目のアルバム。 
2012年5月23日にリリースされた。 

## 概要
スクェア38枚目のオリジナルアルバム。
2枚組の初回限定盤と通常盤の2形態で発売。

## 収録曲
1. Heroes - 安藤正容作曲
2. The Bird Of Wonder - 坂東慧作曲
3. The Flight Of The Phoenix - 河野啓三作曲
4. Sunshower - 坂東慧作曲
5. 夏の足音 - 安藤正容作曲
6. Cheer Up! - 坂東慧作曲
7. Tell Your Story - 安藤正容作曲
8. Sympathy - 坂東慧作曲
9. Flashpacker - 河野啓三作曲
10. Fast Break - 河野啓三作曲

## ボーナスディスク
1. TRUTH（リマスタリング） - 安藤正容作曲 （THE SQUARE） -  BSフジ「F1グランプリ2012」テーマ曲
2. UNIVERSO INTERIOR - 安藤正容作曲 - 「TRUTH」ポルトガル語ヴォーカルヴァージョン

## ミュージシャン
- T-SQUARE
  - 安藤正容 -   Electric Guitar, Acoustic Guitar
  - 伊東たけし - Alto Sax, EWI
  - 河野啓三 - Acoustic Piano, Keyboards
  - 坂東慧 - Drums

- Special Support
  - 田中晋吾 - Bass